# Josef Hubík
Josef Hubík (4. února 1816 Vážany – 21. srpna 1867 Trávník) byl rakouský politik české národnosti z Moravy, v 2. polovině 19. století poslanec Říšské rady a Moravského zemského sněmu.

## Biografie
Pocházel z rolnické rodiny. Rodiče vlastnili půllán ve Vážanech u Kroměříže. Vychodil školu v Jarohněvicích, protože v rodné vesnici nebyla obecná škola. Následně chodil na hlavní školu v Kroměříži, kde se naučil německy. Patřil mezi nadané žáky, ale uposlechl výzvy rodičů, nepokračoval ve studiích a zapojil se do hospodaření na rodové usedlosti. Ve věku 22 let se oženil s vdovou Františkou rozenou Šebestíkovou. Měli sedm dětí, z nichž pět se dožilo vyššího věku. Od rodičů získal polnosti v Kotojedech a přikoupil také roku 1853 půllán v Trávníku.
Výrazněji se do politického života zapojil už během revolučního roku 1848. Od roku 1848 do roku 1849 zasedal jako poslanec Moravského zemského sněmu. Nastoupil sem po zemských volbách roku 1848 za kurii venkovských obcí, obvod Holešov. Zaměřoval se na zemědělská témata. Sněm ho zvolil za člena deputace k císařskému dvoru v Innsbrucku, kde se moravští delegáti vyslovili pro zrušení roboty a desátků a pro rovnoprávnost češtiny a němčiny na úřadech. V roce 1850 se stal starostou Trávníku. Roku 1853 už na vlastní žádost do úřadu nekandidoval. V listopadu 1854 byl povolán do poradní vládní komise v Brně o novém obecním řádu.
Po obnovení ústavního systému vlády se opět zapojil do politiky. V zemských volbách roku 1861 byl zvolen na Moravský zemský sněm za kurii venkovských obcí, obvod Kroměříž, Kojetín, Přerov, Zdounky. Mandát zde obhájil i ve zemských volbách v lednu 1867 i v krátce poté vypsaných nových volbách v březnu 1867. Poslanecký slib skládal v únoru 1867 v češtině.
Zemský sněm ho 10. dubna 1867 zvolil i do Říšské rady (tehdy ještě volené nepřímo) za kurii venkovských obcí na Moravě. Do činnosti vídeňského parlamentu se fakticky nezapojil, nesložil slib a v létě roku 1867 zemřel. Patřil k federalistické české Moravské národní straně (staročeši). I proto se na Říšskou radu nedostavil, protože čeští poslanci nesouhlasili s ústavním směřováním státu. 19. června 1867 byl spolu s dalšími českými poslanci vyzván k udání důvodů pro nepřevzetí mandátu.
Zemřel v srpnu 1867 a byl pohřben za velké účasti lidu na hřbitově v Těšnovicích. Dne 17. října 1868 místo něj do Říšské rady po doplňovacích volbách nastoupil August Wenzliczke.